# Antonio Almagro y Cárdenas
Antonio Almagro y Cárdenas (Granada, 27 de agosto de 1856-1919), arabista, hebraísta y orientalista español.

## Biografía
Se licenció en Filosofía y Letras el 7 de septiembre de 1872 con la nota de aprobado y se doctoró en esas mismas materias con la tesis Exposición de los sistemas de la filosofía de Buda y su influencia en la filosofía grecolatina ante el tribunal presidido por Manuel de Cueto y Ribero y compuesto por España, Manuel Merry y Colón, Francisco de Paula Villarreal y Valdivia y Leopoldo Eguilaz y Yanguas. En cumplimiento de la Real orden de 19 de julio de 1881 escribió en 1882 una gramática del dialecto árabe marroquí que no quiso publicar al enterarse de que ya había publicado una. Fue discípulo del arabista Francisco Javier Simonet, cuya biografía escribió en sus últimos días. 
Desempeñó las cátedras siguientes: del 18 de septiembre de 1893 al 5 de julio de 1897, Lengua árabe (Universidad de Sevilla); desde el 11 de abril de 1913: Lengua árabe en la Universidad de Granada; disciplinas desconocidas desde el 3 de junio de 1882 en las Universidades de Barcelona y de Granada hasta 1889, en que enseñó hebreo en la Universidad de Salamanca. Después fue catedrático de hebreo en la Universidad de Sevilla. 
Fue autor de un famoso Catálogo de los manuscritos árabes que se conservan en la Universidad de Granada (Granada, 1899). Dirigió la revista La Estrella de Occidente y fue fundador y presidente de la sociedad granadina Unión Hispano-mauritánica, nacida dentro de la Sociedad de Africanistas y Colonialistas. Colaboró con artículos literarios en el periódico carlista de Granada La Verdad.

## Obras
- Estudio Sobre Las Inscripciones árabes de Granada [1870]
- Analogías y diferencias artísticas entre la tragedia clásica y el drama romántico. Inédito
- Catálogo de los Manuscritos Árabes que se conservan en la Universidad de Granada. Extracto de las Memorias del XI Congreso Internacional de Orientalistas celebrado en París en septiembre de 1897. Granda: Tip. De la Vida é Hijos de Paulino V. Sabater, 1899.
- Compendio léxico y gramatical del árabe vulgar de Marruecos. Inédito
- Compendio léxico y gramatical del Árabe vulgar de Marruecos. Gramática y Diccionario de dicho idioma.
- (1888) Descripción y usos del Astrolabio por Abén Exxath. Granada: Imp. La Lealtad.
- Discurso sobre la Analogía y diferencias artísticas entre la tragedia clásica y el Drama romántico... Para los ejercicios de oposición á las plazas de catedrático auxiliar vacantes en la Facultad de Filosofía y Letras de la Universidad de Granada. Inédito - Granada, 1880.
- El Divan de Aben Cuzmán, texto árabe acompañado de la biografía de este autor y juicio sobre sus poesías. Inédito
- El poema de la fuente de los Leones en la Alhambra en El Muselo, Málaga.
- (1879) Estudio sobre las inscripciones árabes de Granada y apuntes arqueológicos sobre su Madraza o Universidad. Granada: Imp. Indalecio Ventura.
- Estudios de aplicación del árabe literal. Conferencias pronunciadas en el curso de 1897 á 98.
- Estudios de Cerámica. Dos jarrones hispano-musulmanes propiedad de D. Antonio Muño Degrain en Adalucía, Málaga.
- Introducción al Estudio de la Historia crítica de España. Lecciones explicadas en la Universidad literaria de Granada.
- La caída del Generalife traducida en verso castellano en El Muselo, Málaga.
- La cultura arábigo-sevillana en sus manifestaciones literaria, científica y artística. Discurso leído en la Universidad literaria de Sevilla, en la solemne inauguración del curso académico de 1894 á 1895
- La Estrella de Occidente, periódico hispano-marroquí, publicado en lenguas castellana y árabe (donde publica una serie de artículos bajo el título "España y Marruecos"), Granada, 1879 a 1893: 1.ª serie 1879/80, 2.ª serie: 15 de octubre de 1890-30 de agosto de 1893.
- Mapa titulado Sinopsis histórico geográfico del Reino de Granada. Inédito
- Museo Granadino de antigüedades árabes. (Dos ediciones)
- Museo Granadino de Antigüedades árabes. Colección de estudios arqueológicos sobre los monumentos árabes de Granada que hoy se conservan en poder de particulaeres y datos sobre otros que ya han desaparecido
- Poesía á la Alhambra del africano Meleksalom en La Lealtad, Granada
- Recuerdos de Tánger
- (1896) Actas y Memorias del primer Congreso Español de Africanistas publicadas por el Presidente de su Junta Directiva. Granada: Hospital de Santa Ana.
- Biografía Del D. Francisco Javier Simonet (1904)